# Probot
Probot byl metalový super projekt Dave Grohla (Foo Fighters, ex Nirvana). Projekt je nahraný napříč metalovými subžánry. Od klasického heavy až po black metal. Hostuje zde celá řada osobností a přátel Grohla.

## Album Probot (2004)

### Seznam skladeb
| Standardní edice | Standardní edice                                  | Standardní edice | Standardní edice |
| Pořadí           | Název                                             | Host | Délka            |
| ---------------- | ------------------------------------------------- | --- | ---------------- |
| 1.               | Centuries of Sin                                  | Cronos z Venom | 4:10             |
| 2.               | Red War                                           | Max Cavalera ze skupin Sepultura a Soulfly | 3:30             |
| 3.               | Shake Your Blood                                  | Lemmy Kilmister z Motörhead | 3:00             |
| 4.               | Access Babylon                                    | Mike Dean z Corrosion of Conformity a Bubba Dupree z Void | 1:24             |
| 5.               | Silent Spring                                     | Kurt Brecht z Dirty Rotten Imbeciles | 3:28             |
| 6.               | Ice Cold Man                                      | Lee Dorrian z Cathedral a Napalm Death, a Kim Thayil ze Soundgarden | 5:53             |
| 7.               | The Emerald Law                                   | Wino ze Saint Vitus a The Obsessed | 5:33             |
| 8.               | Big Sky                                           | Tom G. Warrior z Celtic Frost a Hellhammer, Erol Unala rovněž Celtic Forst a Apollyon Sun | 4:51             |
| 9.               | Dictatosaurus                                     | Snake z Voivod, Matt Sweeney ze Skunk, Chavez a Zwan | 3:52             |
| 10.              | My Tortured Soul                                  | Eric Wagner z Trouble | 5:00             |
| 11.              | Sweet Dreams (+skrytá skladba "I Am the Warlock") | King Diamond z Mercyful Fate, a Kim Thayil ze Soundgarden; píseň "Sweet Dreams" končí v čase 5:26. Po 3 minutách a 30s, v čase 8:56 začíná skrytá píseň "I Am the Warlock", s Jackem Blackem z Tenacious D | 12:06            |
| Celková délka:   | Celková délka:                                    | Celková délka: | 52:18            |

Skladby "Centuries of Sin" (listopad 2003) a "Shake Your Blood" (prosinec 2003) byly použity jako singly.
Album bylo vydáno 10. února 2004.

### Sestava
- Dave Grohl - Zpěv, kytara, bass, bicí
- Cronos - Zpěv, bass (1)
- Max Cavalera - Zpěv (2)
- Lemmy Kilmister - Zpěv,bass (3)
- Mike Dean - Zpěv (4)
- Bubba Dupree - Kytara (4)
- Kurt Brecht - Zpěv (5)
- Lee Dorrian - Zpěv (6)
- Kim Thayil - Kytara (6, 11)
- Wino - Zpěv, kytara (7)
- Tom G. Warrior - Zpěv (8)
- Erol Unala - Kytara (8)
- Snake - Zpěv (9)
- Matt Sweeney - Kytara (9)
- Eric Wagner - Zpěv (10)
- King Diamond - Zpěv (11)
- Jack Black - Zpěv, kytara (11 - skrytá píseň "I Am the Warlock")

## Živá vystoupení
Foo Fighters předvedli píseň "Shake Your Blood" s Lemmym v roce 2006 v Hyde Parku (VB) a 18. června 2011 na koncertě Foo Fighters v Berlíně. Píseň "My Tortured Soul" byla zahrána živě na "Headbangers 'Ball" v roce 2004, s Erice Wagnerem (zpěv), Grohlem (bicí), Wino (kytara), Gregem Andersonem (z Goatsnake a Sunn O)))) na rytmické kytaře, a producentem Foo Fighters Nickem Raskulineczem (bass). Toto představení je k dispozici na kompilačním albu  MTV2 Headbangers Ball, sv. 2 . Skupina Maxe Cavalery Soulfly zahraje píseň "Red War" v roce 2009. Píseň „Ice Cold Man“ hráli Cathedral na svém turné v roce 2004. "Centuries of Sin" také hráli Venom na svém turné v roce 2009 v Jižní Americe.